# 国家保安法

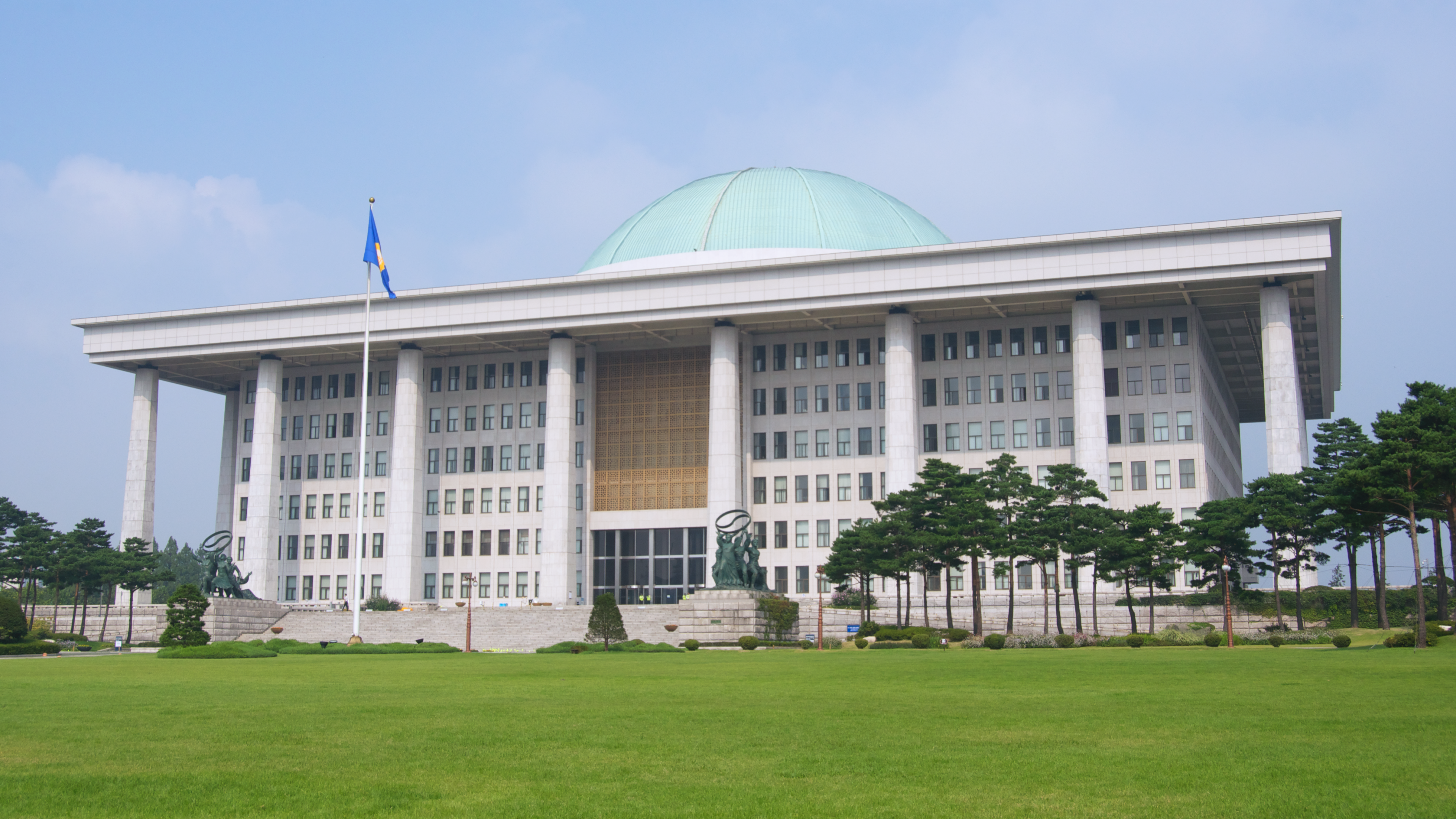
韓國首爾國會議事堂.

《国家保安法》是韩国涉及国家安全的一部刑事法律。七十多年来韩国宪法法院、韩国大法院众多判例认定《国家保安法》符合《韩国宪法》。
《国家保安法》制定于1948年，旨在打击威胁韩国国家安全的反国家活动，以维护国家安全和社会秩序，取缔国内美化朝鲜民主主义人民共和国（“北韩政权”）、共产主义思想的行为。该法被认为以日本1941年的《治安维持法》为原型。

## 历史
1948年10月19日爆发麗水-順天事件，南朝鮮國防警備隊驻丽水的第14团、驻光州的第4团拒绝奉军令前往济州岛镇压济州岛四三事件，因而发动起义，李承晩政府在丽水、顺天地区发布戒严令，在美军的支援下，至10月27日，叛乱被镇压，余部逃入智异山继续游击抵抗（直到10年后的1957年军事斗争才彻底结束），据官方统计一周内有2976人死亡，887人失踪，1407人受伤，152名事件的主谋和干部被军事法庭判处死刑。政府军向丽水等城镇及周边村落展开扫荡，扩大揭发共产分子的范围，民間8000多无辜民众被诬为叛乱同党而被杀害。丽水、顺天地区大量民众乘船逃到日本，成为在日朝鲜人的主要来源。
以麗水-順天事件为契机，韩国政府于1948年12月1日颁布并实施《国家保安法》，彻底肃清南朝鮮國防警備隊内的反李承晚分子与亲共分子，并对全社会治安肃正大检举。“联合国临时朝鲜委员会”统计1949年一年内使用《国家保安法》逮捕了118,621人。韩国《刑法》直至1953年9月18日才颁布实施。
1958年12月24日《国家保安法》修订后，成为与现行法规类似的法律制度。四月革命后《国家保安法》作为“恶法”一度被废止。1960年6月《国家保安法》内容大幅修正再次被制定。五一六軍事政變后的1961年7月，制定并实施了更严厉的《反共法》。
国军保安司令兼戒严司令部联合搜查本部长全斗焕少将于1979年12月发动军事政变上台后，1980年5月17日实施全国扩大紧急戒严，停止所有政治活动与国会活动、大学被勒令停课。1980年10月22日解散国会，指派人员成立国家保衛立法会議，该会议随即把原《国家保安法》、《反共法》合并，颁布实施了现行的《国家保安法》。对与北朝鲜的民间往来行为也定为危害国家安全的刑事处罚对象。另外，对反国家团体的称赞和鼓动的行为、对国家保安法违反行为的不告知行为皆定为犯罪。该法经常被扩大解释和滥用，典型案例包括“学园渗透间谍团事件」。
1990年代韩国解严、民主化过程中，保守势力强硬反对修改《国家保安法》。这一态度得到宪法法院、大法院（国家最高审判机关）的坚定支持，所以沿用至今没有大幅度的修改和废弃。
身在韩国的外国人也适用该法。2014年8月，一名在韩国留学的中国广东省籍20岁留学生因参加左派集会反对国家情报院以“内乱阴谋”逮捕统合进步党国会议员李石基的事件，以及在互联网上发表悼念金正日逝世、抨击韩国保守派政权的言论，遭举报。韩国法务部认定此人触犯了《国家保安法》的“利敌”行为，给予了强制驱逐出境的刑事处分。

### 著名案例
- 進步黨事件：1956年5月第三次韩国总统选举时，进步党（韩语：진보당）的领袖曹奉岩（韩语：조봉암）虽最后落败，但受欢迎程度比李承晚更高。这成了进步党事件背景。1958年1月11日晚，检察官以违反《国家保安法》逮捕进步党委员长曹奉岩、副委员长朴己出（韩语：박기출）、金达镐（韩语：김달호）、干事长尹吉重（韩语：윤길중）等10馀名党干。1958年2月25日取消其政党登录。5月第四届国会议员选举前宣布进步党为非法组织。1958年7月2日一审判决指进步党是以颠覆大韩民国为目标的内乱团体，曹奉岩以帮助罪判惩役5年。但二审对曹奉岩与梁明山两位被告判处死刑，其他被告无罪。1959年7月30日曹奉岩上诉申请被拒，31日被电椅处决。2011年1月韩国大法院宣布彻底恢复曹奉岩的名誉，平反昭雪。
- 人民革命党事件：1974年4月8日，韩国中央情报部以违反《国家保安法》逮捕了都礼钟等23人，罪状是指挥“人民革命党重建委员会”、全国民主青年学生总联盟（民青学联）颠覆国家活动。1975年4月8日，中央情报部以违反《国家保安法》为由起诉了23人，1975年4月9日，韩国大法院以违反《国家保安法》起诉23人，被告8人宣布死刑、15人被判无期徒刑或有期徒刑15年等重刑。韩国国防部在法院作出判决20个小时之后，就对8人执行死刑。2005年12月，韩国国家情报院发表人民革命党事件记录。2007年，首尔中央地方法院重新审案，8人宣布无罪。2008年1月23日，首尔中央地方法院宣布，人革党事件中14名服役者无罪。2012年9月24日，新国家党总统候选人朴槿惠就其父亲朴正熙军政府的“5·16军事政变”、“人民革命党事件”向全体韩国国民道歉。
- 釜林事件：1981年发生在釜山的一起对大学生、社会活动家拘留审讯的事件，22名被告中19人被判处1到7年不等的有期徒刑，事件中涉及刑拘逼供[9]。
- 韩国大学总学生会联合：1999年根据《国家保安法》，该组织被认定为非法并被取缔。
- 统合进步党：2012年韩国议会选举后该党在国会有13名议员。2013年11月，朴槿惠政权检举该党建党目的与政党活动违反《国家保安法》，向宪法法院提交要求解散该党的审判申请书并申请判决该党所属国会议员全部丧失议员资格，停止政党活动。2014年2月17日，韩国水原地方法院以涉嫌策动内乱根据《国家保安法》判处该党党首李石基12年有期徒刑，剥夺国会议员资格10年。2014年12月19日，韩国宪法法院以“亲北”、“破坏基本民主秩序”与“企图破坏国家体制”，判决强制解散统合进步党，该党剩余的五名国会议员被剥夺议员资格（另有7名国会议员脱党自首）。

## 主要内容
全文共4章25条附则构成。取缔的对象如下：
- 反国家团体的构成（第3条）
- 反国家活动的执行（第4条）
- 对反国家团体的自发支援和对这些钱财的授受（第5条）
- 反国家团体成员向的韩国潜入、逃生（第6条）
- 对反国家思想称赞、鼓舞的言行（第7条）
- 反国家团体成员和会议、（第8条）
- 对反国家分子提供方便的行为（第9条）
- 知道存在违反国家保安法的情况但不主动向当局检举的行为（不告知罪）（第10条）
- 特殊职务遗弃（第11条）
- 故意陷害无辜他人的行为（虚假报警控告）的处罚规定，及故意捏造违法证据、隐匿他人无辜的证据的行为（第12条）

另外，触发该法的犯罪的刑事诉讼特别程序（第3章），及对检举触犯该法的犯罪分子的揭发合作者补偿与援助（第4章） 

## 参閲
- 反共法（1960－1980）
- 反國家團體
- 越北
- 韓國憲兵
- 紅旗 (英國歌曲)

## 外部連結
- Full text of the National Security Law in English (an unofficial translation) （页面存档备份，存于）
- McCarthyism, South Korea-style
- SOUTH KOREA: Rising attacks on rights defenders under the National Security Act （页面存档备份，存于） (Asian Human Rights Commission)
- South Korea's National Security Law: A Tool of Oppression in an Insecure World （页面存档备份，存于）